# Замок Ротенфелс (Штирія)
Замок Ротенфелс (нім. Burg Rothenfels) стоїть на 100 м скелі над містом Обервелц (нім. Oberwölz) округу Мурау землі Штирія Австрії. Перша назва замку Вьольц (нім. Wölz) була змінена через червоний колір скелі, на якій він стоїть (Rothenfels → Червона скеля).

## Історія
Король Генріх II Святий подарував 1007 місцевість єпископу Фрайзінг Егілберту, який заклав замок з донжоном і поставив бургграфа. Перша згадка походить з 1305 року. У середині XIV ст. замок розбудували. Якщо з півдня замок стоїть над прямовисною скелею, то з потилежної сторони до нього веде  ледь похила рівнина. Замок належав єпископам до 1803, коли після скасування клерикального правління він перейшов до держави, а 1823 його продали на аукціоні за 20.200 гульденів. У ХІХ ст. замкові покої були декоровані у стилі історизму — неоготики. Він декілька разів змінював власників і перебуває у приватній власності.
Замок з складається з розміщеної на скелі найдавнішої частини цитаделі і форбургу дещо внизу. У дворі цитаделі знаходиться водойма, а частини замку виникли внаслідок перебудов XIV–XVII ст.